# Nketoana
Nketoana (officieel Nketoana Local Municipality) is een gemeente in het Zuid-Afrikaanse district Thabo Mofutsanyane.
Nketoana ligt in de provincie Vrijstaat en telt 60.324 inwoners.  Het gemeentebestuur is in Reitz gevestigd.

## Hoofdplaatsen
Het nationaal instituut voor de statistiek, Stats SA, deelt sinds de census 2011 deze gemeente in in 9 zogenaamde hoofdplaatsen (main place):
Arlington • Leratswana • Lindley • Mamafubedu • Nketoana NU • Ntha • Petrus Steyn • Petsana • Reitz.